# Combat de Santa Maria
El Combat de Santa Maria dit així per ocórrer el dia de l'Assumpció de Maria de 1285 a Girona. Fou un dels episodis de la Croada contra la Corona d'Aragó a les portes de la ciutat de Girona, enclavament fonamental per ser nus de comunicacions entre la plana emporitana i la depressió prelitoral.

## Antecedents
El papa Martí IV, que havia succeït Climent IV va declarar al rei Pere el Gran privat dels seus regnes a causa de la seva intervenció a Sicília arran de les vespres sicilianes, i donà la investidura com a rei d'Aragó, rei de València i Comte de Barcelona el 27 d'agost de 1283 a Carles I d'Anjou, segon fill del rei Felip III de França, sent coronat el 27 de febrer de 1284 a París.
L'exèrcit croat va sortir de Perpinyà el 13 de maig en direcció als Pirineus, on es va trobar una forta resistència al Coll de Panissars, que el va fer retirar fins a Perpinyà, per finalment creuar pel Coll de la Maçana, arribant a Peralada, el quarter general de Pere el Gran d'on es va retirar a Girona, deixant al càrrec de la ciutat a Ramon Folc de Cardona, mentre el rei i l'Infant Alfons preparaven les següents línies de defensa abans que els croats arribessin a Barcelona, mentre els estols catalans atacaven les línies d'aprovisionament per via marítima mentre Roger de Llúria tornava de Sicília.
Pere el Gran va sortir de Barcelona a principis del mes d'agost al front d'un exèrcit de 500 cavallers i 5.000 infants per atacar l'exèrcit croat que assetjava Girona i provocar l'aixecament del setge. Es va dirigir primer al Monestir de Montserrat, on va rebre la benedicció, i a continuació va anar a Hostalric, on va celebrar un consell que va decidir acampar a un cingle de Tudela, a l'oest de Girona.

## Desenvolupament militar
El rei Pere va voler dirigir-se a Besalú, però els exèrcits es van trobar el 15 d'agost extramurs de la ciutat. Els almogàvers, que anaven al davant van ser interceptats i van atacar pel seu compte, i quan es van quedar sense llances i dards van ser atacats per quatre-cents cavallers francesos, havent de fugir muntanya amunt.
Pere de Montcada va dirigir a vuitanta cavallers a socórrer els almogàvers, als que s'uniren els seixanta cavallers més que liderava Ramon de Montcada. El mateix rei va participar en els combats, i finalment els catalans es van retirar a Santa Pau.

## Conseqüències
Els almogàvers van saquejar el call de Girona, destruint la sinagoga abans d'entrar en batalla contra les tropes de Felip III de França i Pere el Gran ordena l'execució dels responsables a la forca.